# Donna davanti agli scogli
Donna davanti agli scogli (Penya-Segats) è un dipinto a olio su tavola di 26 × 40 cm realizzato nel 1926 dal pittore spagnolo Salvador Dalí.

Fa parte di una collezione privata.